# Porella brasiliensis
Porella brasiliensis là một loài rêu tản trong họ Porellaceae. Loài này được (Raddi) Schiffner miêu tả khoa học lần đầu tiên năm 1893.